# Liste der Ortschaften im Bezirk Leoben
Die Liste der Ortschaften im Bezirk Leoben enthält die Gemeinden und ihre zugehörigen Ortschaften im steirischen Bezirk Leoben. (Einwohnerzahlen in Klammern, Stand 1. Jänner 2024). Stand Ortschaften: 1. Jänner 2020
Kursive Gemeindenamen sind keine Ortschaften, in Klammern der Status Markt bzw. Stadt. Die Angaben erfolgen im offiziellen Gemeinde- bzw. Ortschaftsnamen, wie von der Statistik Austria geführt.
- Eisenerz (3439, Stadt)

- Kalwang (788, Markt)
  - Pisching (47)
  - Schattenberg (68)
  - Sonnberg (94)

- Kammern im Liesingtal (932)
  - Dirnsdorf (76)
  - Glarsdorf (74)
  - Leims
  - Liesing (66)
  - Mochl (92)
  - Mötschendorf
  - Pfaffendorf
  - Seiz (296)
  - Sparsbach
  - Wolfgruben

- Kraubath an der Mur (1108, Markt)
  - Kraubathgraben
  - Leising (215)

- Leoben (8384, Stadt)
  - Donawitz (3263)
  - Göß (3844)
  - Hinterberg (1030)
  - Judendorf (5207)
  - Leitendorf (2877)

- Mautern in Steiermark (1126)
  - Eselberg (155)
  - Liesingau (137)
  - Magdwiesen
  - Rannach (140)
  - Reitingau (55)

- Niklasdorf (2340, Markt)

- Proleb (1073)
  - Kletschach (71)
  - Köllach (388)
  - Prentgraben

- Radmer
  - Radmer an der Hasel (139)
  - Radmer an der Stube (346) (Hauptort)

- Sankt Michael in Obersteiermark (1000, Markt)
  - Brunn
  - Greith
  - Hinterlainsach
  - Jassing
  - Liesingtal (1832)
  - Vorderlainsach (140)

- Sankt Peter-Freienstein (1016, Markt)
  - Hessenberg (810)
  - Tollinggraben (80)
  - Traidersberg (414)

- Sankt Stefan ob Leoben (981)
  - Kaisersberg (339)
  - Lichtensteinerberg
  - Lobming (327)
  - Niederdorf (110)
  - Zmöllach

- Traboch (499)
  - Madstein (170)
  - Stadlhof (205)
  - Timmersdorf (536)

- Trofaiach (7575, Stadt) 
  - Edling (381)
  - Gai (69)
  - Gausendorf (215)
  - Gimplach (255)
  - Gößgraben
  - Hafning (495)
  - Krumpen (61)
  - Kurzheim (114)
  - Laintal (594)
  - Oberdorf
  - Putzenberg (65)
  - Rötz (334)
  - Schardorf (277)
  - Töllach
  - Treffning (100)
  - Untergimplach (148)
  - Unterkurzheim (59)
  - Windischbühel (169)

- Vordernberg (923, Markt)

- Wald am Schoberpaß (501)
  - Liesing
  - Melling